# 高松町 (西宮市)
座標: 北緯34度44分39.110秒 東経135度21分24.589秒 / 北緯34.74419722度 東経135.35683028度

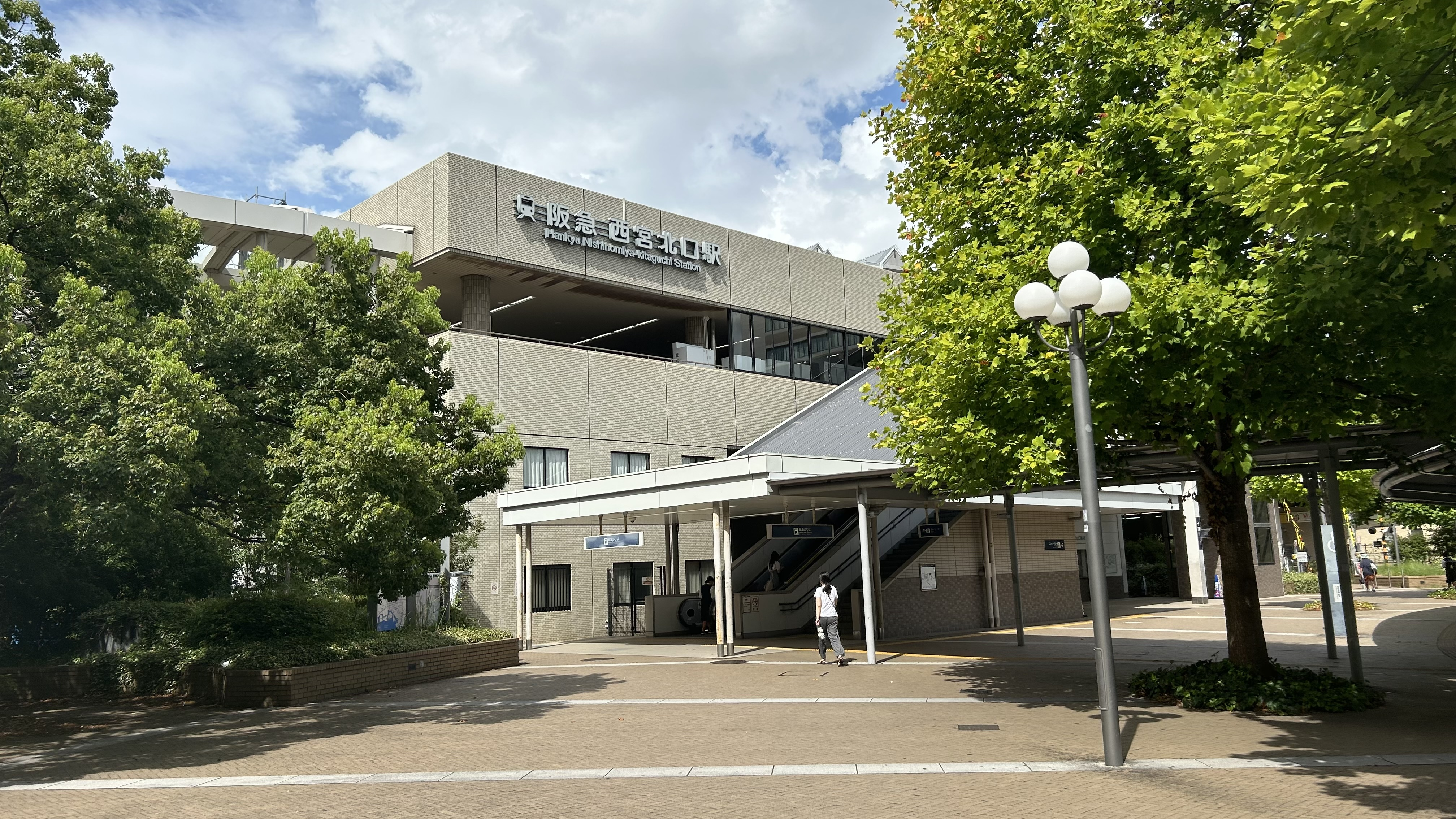
西宮北口駅南西口

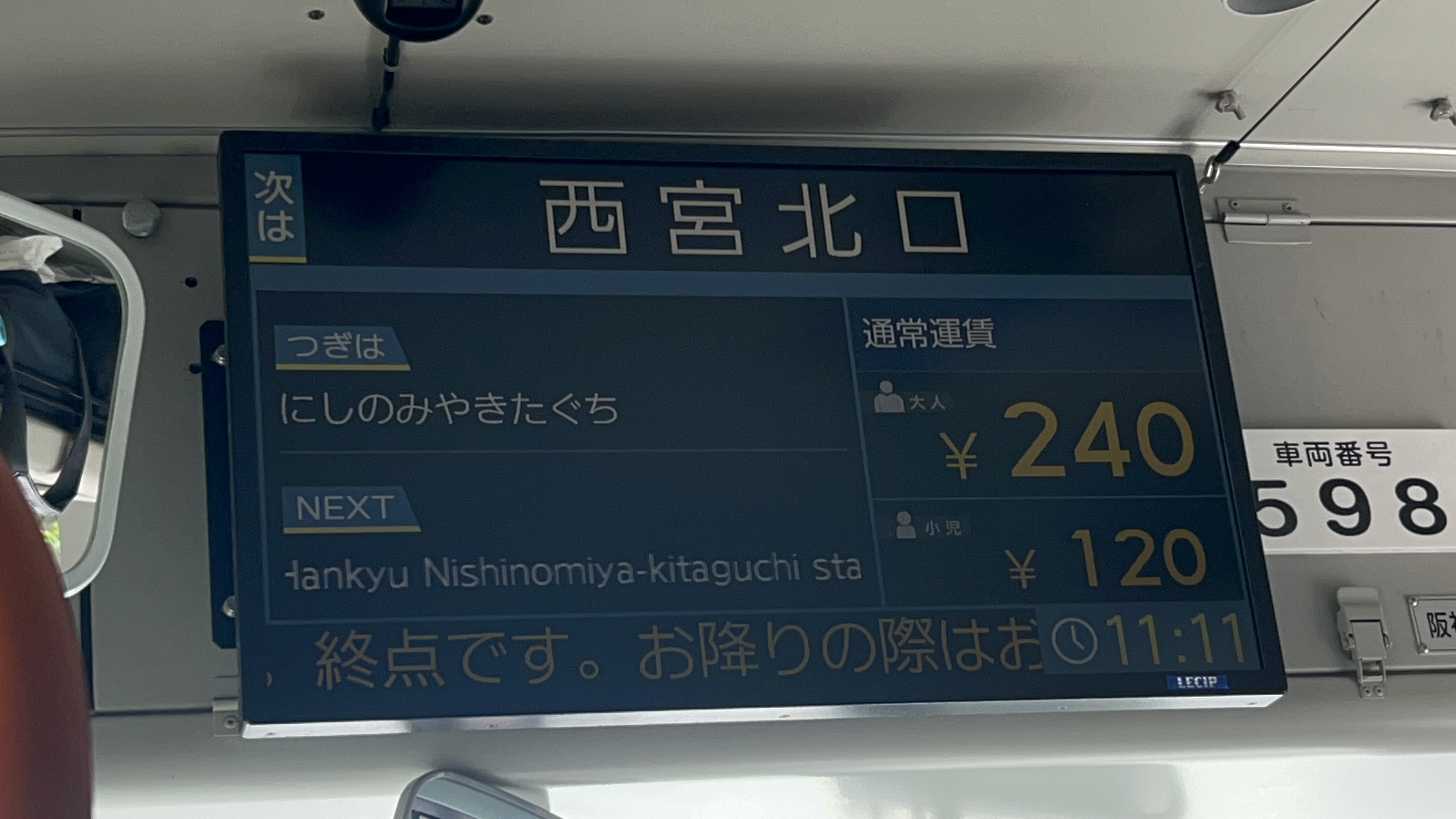
阪神バス西宮北口停留所案内

高松町（たかまつちょう）は、兵庫県西宮市にある町丁。郵便番号は663-8204。

## 地理
東は田代町に接する。西は両度町に接する。北は北口町、南昭和町、長田町、南は深津町、高畑町と接する。

## 交通

### 鉄道
- 阪急神戸本線
  - (南武庫之荘)-西宮北口-(相生町)
- 阪急今津線
  - (下大市東町)-西宮北口-(津門大塚町)

### バス

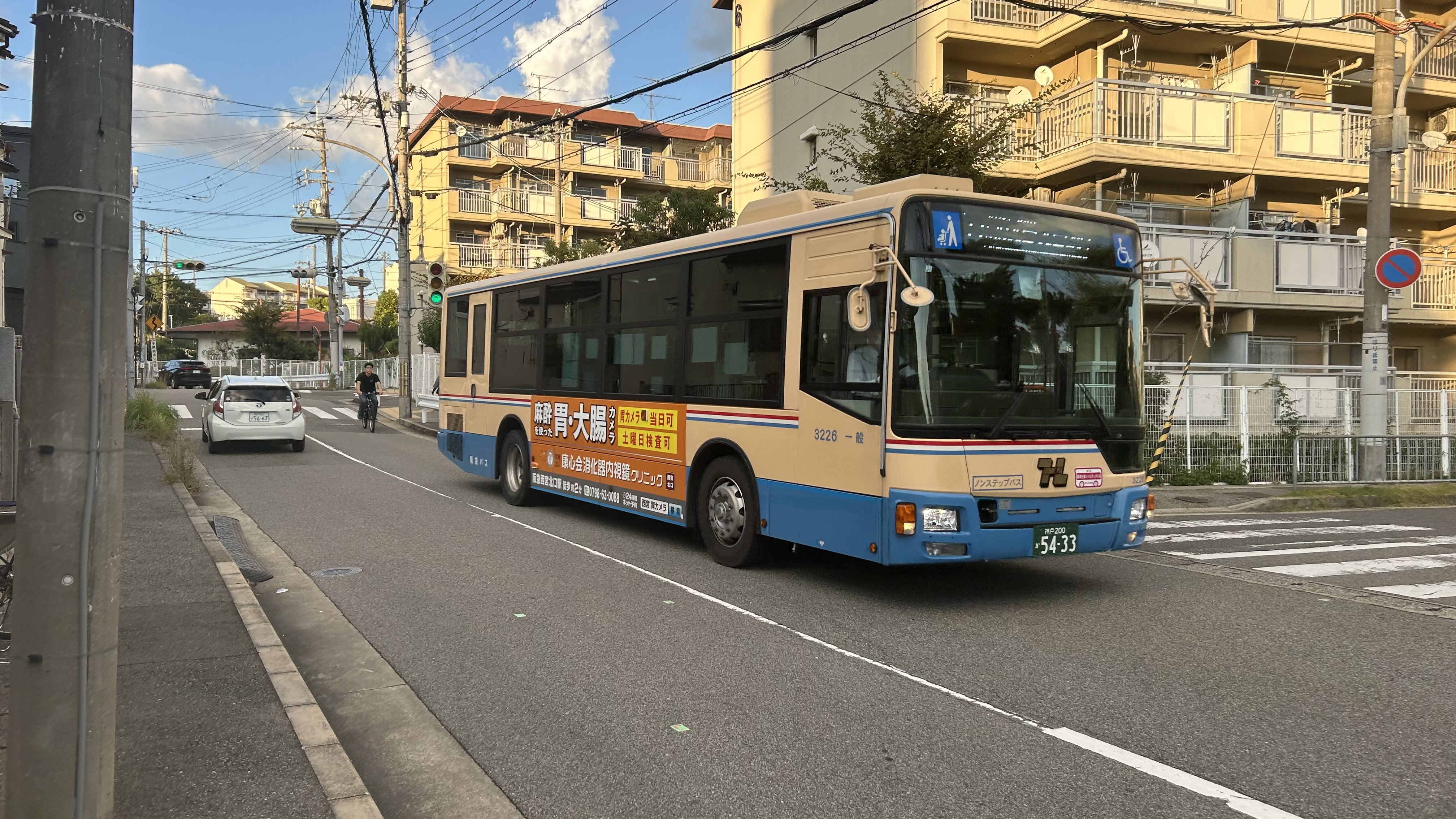
11系統

| 業者     | 路線名         | 起点           | 町内の停留所                                   | 終点           |
| -------- | -------------- | -------------- | ---------------------------------------------- | -------------- |
| 阪神バス | マリナパーク線 | 西宮北口       | 阪急西宮北口駅-(両度町)                        | (環状)         |
| 阪神バス | 西宮北口線     | 阪神西宮       | (両度町)-阪急西宮北口駅                        | 西宮北口       |
| 阪急バス | 1              | 阪急西宮北口駅 | 阪急西宮北口駅-(両度町)                        | 甲山墓園前     |
| 阪急バス | 2              | 阪急西宮北口駅 | 阪急西宮北口駅-(両度町)                        | 甲山墓園前     |
| 阪急バス | 11             | 阪急甲東園駅   | (両度町)-阪急西宮北口駅                        | 阪急西宮北口駅 |
| 阪急バス | 12             | 阪急甲東園駅   | (両度町)-阪急西宮北口駅                        | 阪急西宮北口駅 |
| 阪急バス | 16             | 阪急甲東園駅   | (両度町)-阪急西宮北口駅                        | 阪急西宮北口駅 |
| 阪急バス | 19             | 阪急甲東園駅   | (両度町)-阪急西宮北口駅                        | 阪急西宮北口駅 |
| 阪急バス | 24             | (環状)         | (深津町)-阪急西宮北口駅-(両度町)               | 阪急甲東園駅   |
| 阪急バス | 26             | 阪急西宮北口駅 | 阪急西宮北口駅-(両度町)                        | 阪神西宮       |
| 阪急バス | 39             | 阪急西宮北口駅 | (田代町 高畑町)-阪急西宮北口駅-(田代町 高畑町) | JR甲子園口駅   |
| 阪急バス | 50             | 阪急西宮北口駅 | (田代町 高畑町)-阪急西宮北口駅-(田代町 高畑町) | JR甲子園口駅   |
| 阪急バス | 51             | 阪急西宮北口駅 | (田代町 高畑町)-阪急西宮北口駅-(田代町 高畑町) | JR甲子園口駅   |
| 阪急バス | 52             | (環状)         | (田代町 高畑町)-阪急西宮北口駅-(田代町 高畑町) | (環状)         |

- 11系統

道路
- 山手幹線
- 兵庫県道606号西宮豊中線

## 校区
| 番 | 小学校     | 中学校     |
| -- | ---------- | ---------- |
| 1  | 平木小学校 | 平木中学校 |
| 2  | 平木小学校 | 平木中学校 |
| 3  | 平木小学校 | 平木中学校 |
| 4  | 平木小学校 | 平木中学校 |
| 5  | 平木小学校 | 平木中学校 |
| 6  | 深津小学校 | 深津中学校 |
| 7  | 平木小学校 | 平木中学校 |
| 8  | 深津小学校 | 深津中学校 |
| 9  | 深津小学校 | 深津中学校 |
| 10 | 深津小学校 | 深津中学校 |
| 11 | 深津小学校 | 深津中学校 |
| 12 | 深津小学校 | 深津中学校 |
| 13 | 深津小学校 | 深津中学校 |
| 14 | 深津小学校 | 深津中学校 |
| 15 | 深津小学校 | 深津中学校 |
| 16 | 深津小学校 | 深津中学校 |
| 17 | 深津小学校 | 深津中学校 |
| 18 | 深津小学校 | 深津中学校 |
| 19 | 深津小学校 | 深津中学校 |
| 20 | 深津小学校 | 深津中学校 |
| 21 | 深津小学校 | 深津中学校 |
| 22 | 深津小学校 | 深津中学校 |

## 施設
- 兵庫県立芸術文化センター
- 阪急西宮ガーデンズ
  - 西宮阪急
- プレラにしのみや
  - プレラホール
- 甲南大学西宮キャンパス（CUBE西宮）